# Psilotagma
Psilotagma là một chi bướm đêm thuộc họ Geometridae.